# Железнодорожный транспорт Австралии

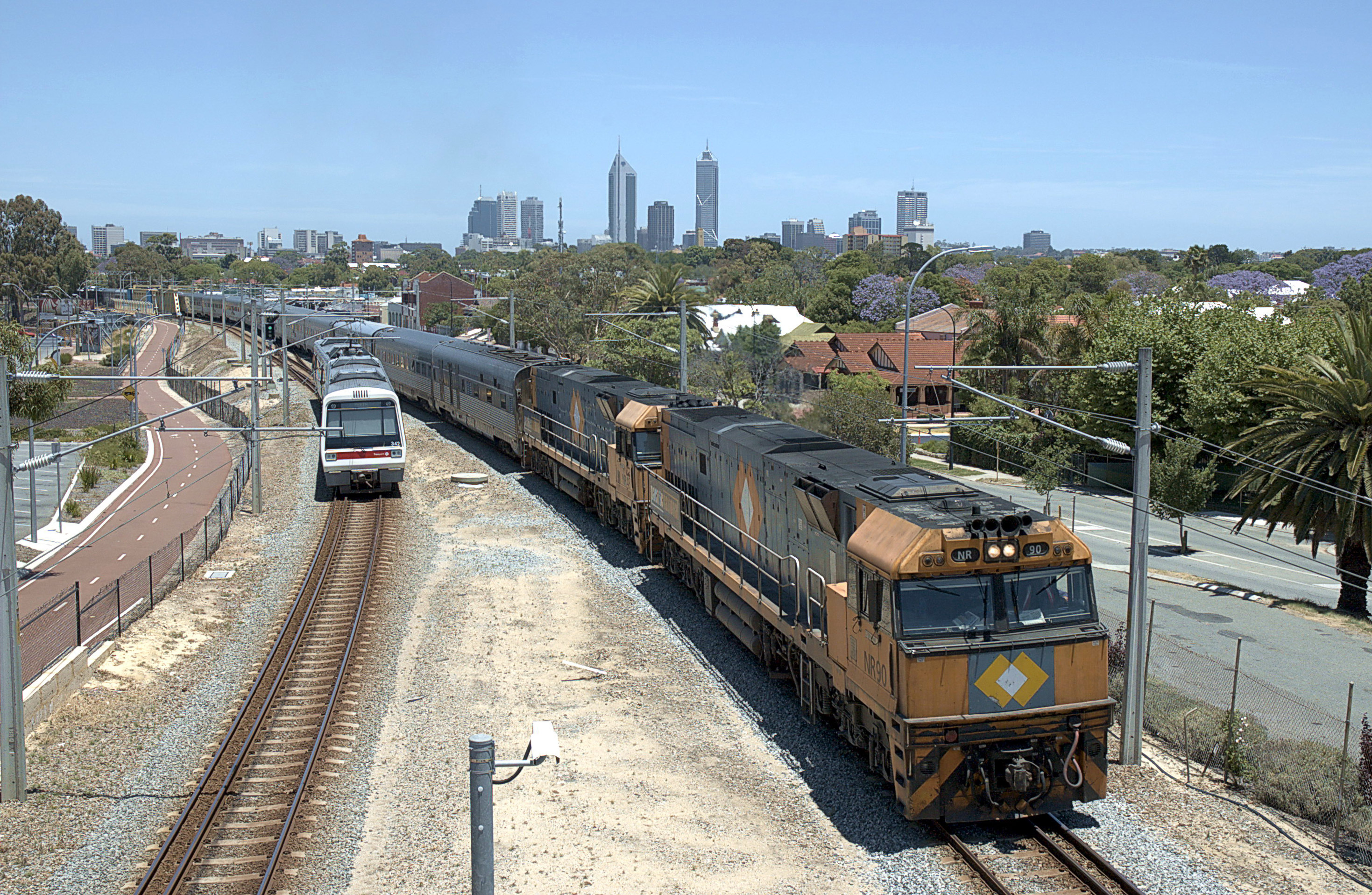
Поезда Transperth Trains и дороги Indian Pacific на двойной колее в городе Перт

Железнодорожный транспорт Австралии — важная составляющая австралийской транспортной сети, имеющие большое значение для экономики Австралии.
Австралийская железнодорожная сеть состоит из в общей сложности 33819 км пути трёх стандартов ширины колеи: капская колея (1067 мм), европейская колея (1435 мм) и ирландская колея (1600 мм). Из общей протяжённости электрифицированы всего 2540 км.
Большая часть австралийской железнодорожной инфраструктуры находится в собственности федерации или отдельных штатов, за исключением нескольких железных дорог, находящихся в частной собственности.
Большинство железнодорожных операторов было когда-то государственными агентствами, но после приватизации в 1990-х частные компании стали управлять большей частью перевозок в Австралии.
Австралийское федеральное правительство формирует национальную политику по развитию железнодорожного транспорта, и обеспечивает финансирование для национальных проектов.
Железнодорожным транспортом в Австралии часто пренебрегали в пользу автомобильных дорог. Так, с 1946 по 1990 годы общая протяжённость железных дорог страны сократилась с 44800 км до 39700 км.

## Национальные особенности

### Унификация

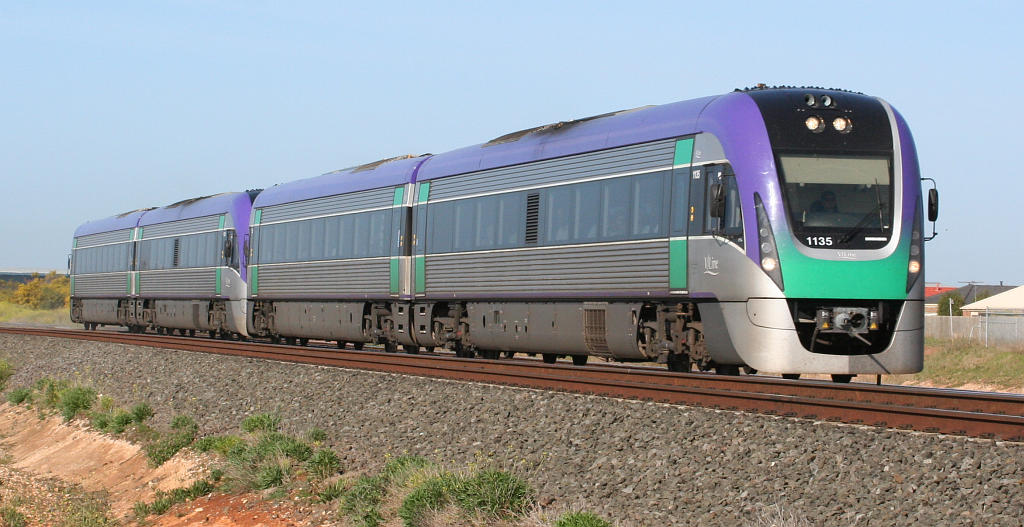
поезд V/Line VLocity в Виктории

На заре своего существования железные дороги в Австралии создавались частными компаниями обособленно друг от друга для нужд отдельных британских колоний — Нового Южного Уэльса, Виктории и Южной Австралии. Это привело к очевидной проблеме несовместимости железнодорожных веток. Несмотря на совет Лондона принять единый стандарт ширины колеи, большинство колоний упустили этот момент, сделав этот вопрос национальной проблемой на долгие годы.
Несмотря на очевидный прогресс, полностью эта проблема не решена и поныне. Правительства штатов и частные железнодорожные компании нередко не могут прийти к консенсусу по вопросу, кто же именно будет финансировать перевод путей на единую колею.
В настоящее время реконструкция существующих и строительство новых железных дорог между штатами осуществляется на основе европейской колеи (1435 мм). При этом, например, штат Виктория сохранил для всей пригородной сети Мельбурна ирландскую колею (1600 мм). На крупнейшей в Мельбурне железнодорожной станции Саутерн Кросс — «Южный Крест» (англ: Southern Cross railway station, Melbourne), реконструированной в 2000-х годах, из 22-х путей 2/3 используют местную ирландскую колею, а 1/3 — стандартную европейскую. Соответственно в городской и пригородной зоне часть путей, идущих в общем транспортном коридоре, трёх- или четырёх-путная (пригородное сообщение близ Мельбурна двухпутное по колее 1600 мм, плюс 1-2 пути межштатного сообщения по европейской колее).

### Электрификация

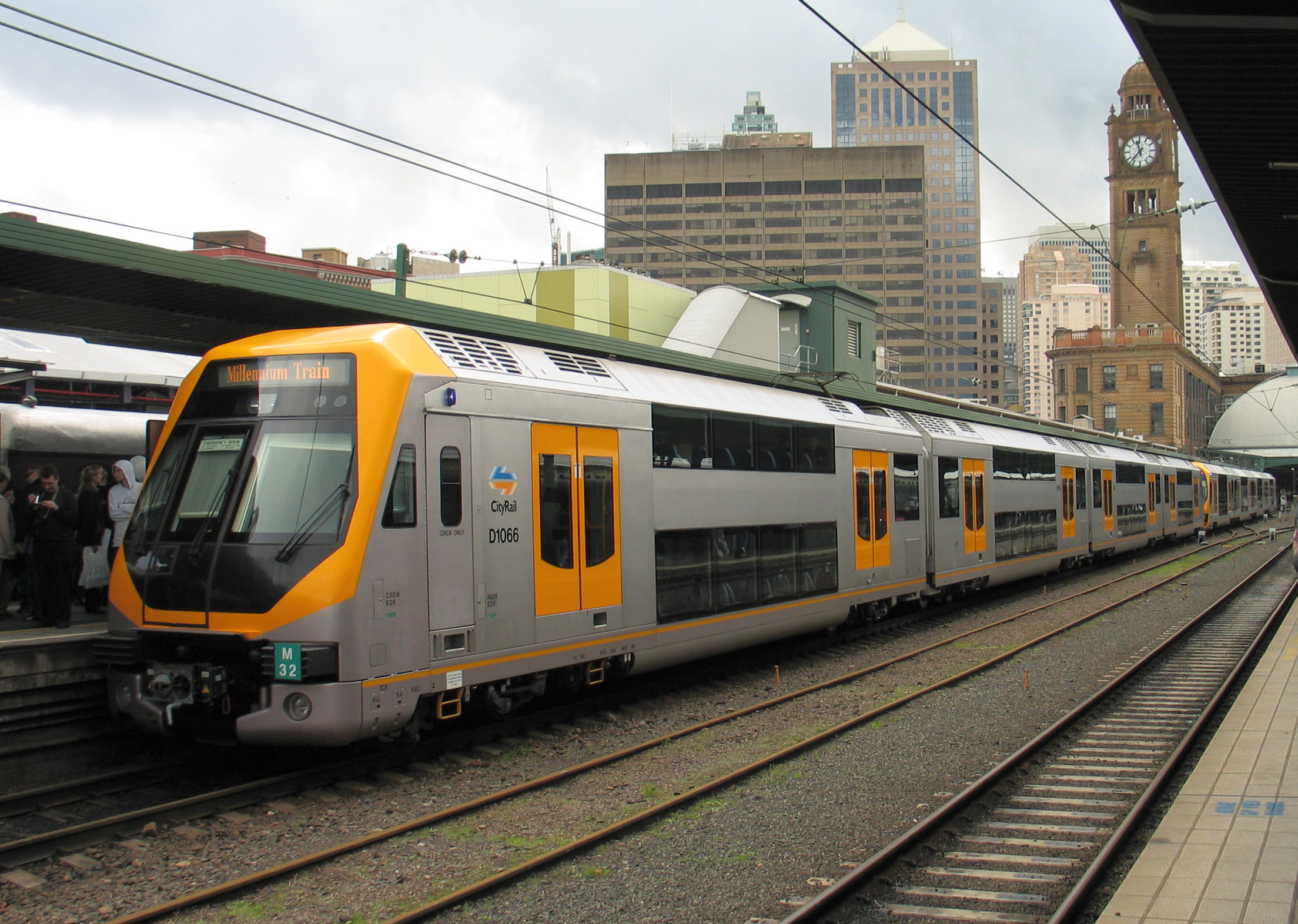
пригородный поезд Миллениум в Сиднее, Новый Южный Уэльс

Когда проводилась электрификация пригородных сетей, начавшаяся в 1919 году, не был принят стандарт, по которому будет идти электрификация.
Штат Виктория. Электрификация началась в Мельбурне в 1919 году, использовалось напряжение =1500 В постоянного тока.
Штат Новый Южный Уэльс. Электрификация линий Сиднея была начата в 1926, внедрялась система постоянного тока напряжением =1500 В.
Штат Квинсленд. Электрификация железной дороги в Брисбене велась с 1979, использовалось напряжение ~25 кВ переменного тока. Также была произведена обширная электрификация в не городских районах Квинсленда, использовался переменный ток на ~25 кВ (главным образом в течение 1980-х для угольных маршрутов).
Штат Западная Австралия. Электрификация железнодорожных путей велась от Перта с 1992, использовали переменный ток на ~25 кВ.
Штат Южная Австралия. В 2008 году в Аделаиде был принят план электрификации железных дорог этого штата, по которому напряжение ~25 кВ переменного тока принималось за стандарт. Сегодня этот стандарт является международным.

## История
Первые железные дороги в Австралии были построены частными компаниями, базируемыми в тогдашних колониях Нового Южного Уэльса, Виктории и Южной Австралии. Первая линия открылась в Южной Австралии в 1854 году, это была конно-железная дорога «Goolwa-Port Elliot». Первая линия, на которой работали паровозы, открылась в Южной Австралии в 1856 году. Правительство продлило линию от центрального бизнес-района (CBD) до порта Аделаиды. Линия состояла из 5 станций: Аделаида, Боуден, Вудвилль, Албертон и Порт Аделаида (позже переименованный в Порт Док).
В 1890-х, было обсуждено положение австралийской Федерации от шести колоний. Один из пунктов обсуждения гласил, что железные дороги будут федеральной собственностью. Предложение было отвергнуто и вместо этого разрешили приобретение железных дорог в частную собственность с согласия государства, а также строительство и расширение железнодорожного пути с согласия властей штата.
Пригородная электрификация началась в Мельбурне в 1919 году на постоянном токе с напряжением 1500 вольт. Линии Сиднея начали электрифицировать с 1926 году по той же системе, Брисбен с 1979 (переменный ток напряжением ~25 кВ), и Перт 1992 (переменный ток на ~25 кВ). Электрификация главных линий была сначала выполнена в Виктории в 1954 году, и после расширена на территории Нового Южного Уэльса. Эти сети не оправдали ожиданий, в отличие от Квинсленда, где оборудование переменного тока ~25 кВ было введено с 1980-х для грузовой линии по которой перевозился уголь.
Тепловозы нашли применение на австралийских железных дорогах с начала 1950-х. Большинство тепловозов строилось на заводах в Австралии по лицензиям крупных производителей тепловозов из Великобритании и США, с использованием их технологий и оборудования. Тремя главными фирмами были «Клайд инжиниринг», в партнёрстве с GM-EMD, Goninan с «Дженерал электрик», и «А. Э. Гудвин» (позже «Комэнж») с американской локомотивостроительной компанией (ALCO). Главной британской компанией была «Инглиш электрик» со швейцарской фирмой «Зульцер», также поставляющее некоторое оборудование.

### Вехи
- 1854 — Виктория — Первая паровая машина, от Мельбурна до залива Хобсона.
- 1854 — Южная Австралия — Аделаида — Порт Аделаиды (1 600 мм).
- 1856 — Квинсленд — Ипсуич (1 067 мм).
- 1865 — Тасмания — Делорейн (1 600 мм), преобразованную в 1 067 мм в 1888 году.
- 1871 — Западная Австралия — Геральдтон и Нортхемптонская железная дорога (1 067 мм).
- 1879 — Железные дороги Нового Южного Уэльса и Виктория встречаются в Олбери.
- 1883 — Железные дороги Виктории и Южной Австралии встречаются в Сервистоне.
- 1887 — Железные дороги Нового Южного Уэльса и Квинсленда встречаются в Уоллангарре.
- 1888 — Северная территория, Дарвин — Пайн-Крик (1 067 мм).
- 1889 — Канберра — Куинбиан (1 435 мм).
- 1915 — принят стандарт коллеи (1 435 мм). Закончена трансавстралийская железная дорога соединяющая Калгурли (Западная Австралия) с Порт-Огастой (Южная Австралия).
- 1917 — Железные дороги Нового Южного Уэльса и Южной Австралии встречаются в Брокен-Хилле.
- 1919 — первые электрические пригородные поезда в Мельбурне.
- 1925 — создан Большой Белый Поезд, для продвижения промышленности и пассажиро-перевозок в Новом Южном Уэльсе.
- 1932 — железная дорога Сидней — Брисбен закончена с открытием моста в Графтоне.
- 1937 — продление трансавстралийской железной дороги до Порт-Пири (1 600 мм), продление железной дороги Аделаида — Ред-Хилл до Порт-Пири.
- 1954 — первая главная электрифицированная линия, от Данденонга до Траралгона в Виктории.
- 1962 — Олбери — Мельбурн (1 435 мм).
- 1968 — Калгурли — Перт (1 435 мм).
- 1969 — Брокен-Хилл — Порт-Пири (1 435 мм), заканчивая железную дорогу Сидней — Перт.
- 1980 — Таркоола, Южная Австралия — Элис-Спрингс (1 435 мм).
- 1982 — Аделаида-Crystal Brook (1 435 мм).
- 1995 — Железная дорога Мельбурн — Аделаида (1 435 мм).
- 2004 — Железная дорога Аделаида — Дарвин (1 435 мм).

## Государственное финансирование
Хотя австралийское Правительство обеспечили существенное финансирование для модернизации дорог, с 1920-х, оно практически не финансировало железные дороги, за исключением государственной железной дороги, Commonwealth Railways (позже Australian National Railways Commission), которая была приватизирована в 1997. Правительство считало что финансировать железную дорогу должны власти штатов.
Однако, австралийское правительство выдало ссуды штатам для проектов стандартизации рельсовой колеи с 1920-х до 1970-х. С 1970-х до 1996 год австралийское Правительство обеспечило небольшое финансирование, особенно для национальной программы Правительства Keating, объявленной в 1992, в которой планировалось подвести под стандарт колею от Аделаиды к Мельбурнской линии в 1995. Существенное бюджетное финансирование было также предпринято для железнодорожной линии Alice Springs — Darwin Railway, открытую в 2004. Существенное финансирование теперь доступно и для грузовых железных дорог через Australian Rail Track Corporation и программу финансирования транспорта AusLink.

### Австралийская железнодорожная корпорация (ARTC)
(ARTC) является корпорацией находящейся в собственности федерального правительства, образована в 1997, который имеет, арендует, поддерживает и управляет большинством главных железнодорожных линий и контролирует стандарт линии (DIRN)
В 2003 Правительства австралийского и Нового Южного Уэльса согласились, что ARTC арендует линию штата NSW до Hunter Valley в течение 60 лет. Как часть этого соглашения, ARTC, согласился на инвестиционную программу за $872 миллиона. Источники финансирования для инвестиций включали австралийскую Правительственную инъекцию акций в ARTC $143 миллионов и вклад в финансирование почти $62 миллионов Правительством Нового Южного Уэльса.

### Инфраструктура Австралии
После недавних федеральных выборов была создана инфраструктура, для наблюдения за железной дорогой, автодорогой, аэропортами и другой инфраструктурой на национальном уровне.

## Железнодорожная инфраструктура

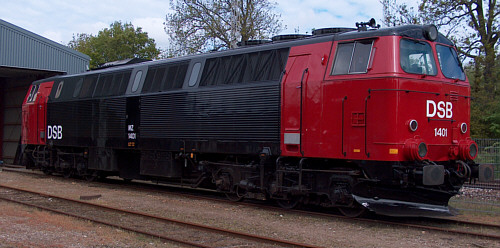
Тепловоз DSB MZ использующийся на железных дорогах в Австралии

Постройка и обслуживание инфраструктуры сети объединены в некоммерческие правительственные органы, в случае межгосударственной сети и не городских железных дорог Нового Южного Уэльса (государственная железнодорожная корпорация) и Западная Австралия (WestNet Rail).
Межгосударственная железнодорожная сеть исключает линию от Перта до Калгурли и между Брисбеном и границей Нового Южного Уэльса. Однако, ARTC имеет права продать доступ между Калгурли и Куинаной межгосударственным железнодорожным операторам, согласно соглашению о с Western Australia (WestNet Rail).
Также есть рабочие соглашения с Квинслендской Железной дорогой об использовании 127 километров стандартной колеи между Квинслендской границей и островом Fisherman. Согласно контракту ARTC поддерживает сельские железнодорожные ветки NSW.
- Квинсленд — QR
- Тасмания — Тихоокеанский Соотечественник
- Викторианские межгосударственные линии — V/Line
- Южные австралийские линии — Genesee and Wyoming Австралия
- Adelaide-Darwin — en:FreightLinkFreightLink

## Операторы

### Фрахт железной дороги
Главные грузовые операторы на железнодорожных сетях (исключая интегрированные железные дороги горной промышленности):
- Pacific National — часть компании Asciano Limited, межштатовая сеть и железнодорожные ветки в Новом Южном Уэльсе, Виктория и Тасмании.
- QRNational — Оператор, база которого находится в Квинсленде. Арендатор железнодорожной сети Квинсленда, также занимается перевозками в других штатах.
- Австралийская Железнодорожная группа(Australian Railroad Group) — филиал QRNational, железнодорожные ветки Южной Австралии, железные дороги Западной Австралии.
- Genesee and Wyoming Australia — Владеет больше чем 5000 километрами железных дорог в Южной Австралии и Северной Территории, включая железную дорогу Таркула-Дарвин протяженностью более чем 2,200 км.

Другие операторы железнодорожных грузоперевозок:
- Южная Железная дорога (Southern Shorthaul Railroad)
- Южный Железнодорожный сервис (South Spur Rail Services)
- Железная дорога Патрика (Patricks)
- Специализированный Контейнерный Транспорт (Specialised Container Transport)
- FreightLink
- Железная дорога Silverton
- Независимая Железная дорога Австралии (Independent Rail of Australia)
- Эль Zorro (El Zorro)

Единое лицензирование персонала делает возможным переход людей от одного оператора к другому.

### Междугородние пассажирские перевозки
Междугородние пассажирские перевозки в основном находятся в ведении отдельных штатов. Главная федеральная служба представляющая пассажирские перевозки — Rail Australia (Железные Дороги Австралии) но эта организация занимается главным образом рекламой перевозок, осуществляемых компаниями GSR, Countrylink и Queensland Rail.
Great Southern Rail (Великая Южная Железная Дорога) находится во владении Serco Asia Pacific (Сёрко Тихоокеанский Регион). Эта компания обеспечивает движение следующих поездов:
- Indian Pacific (Индиан Пасифик) — (Сидней — Аделаида — Перт) — 2 раза в неделю в обоих направлениях.
- The Ghan (Ган) — (Аделаида — Алис Спрингс — Дарвин) — 2 раза в неделю в обоих направлениях.
- The Overland (Оверлэнд) — (Аделаида — Мельбурн) — 3 раза в неделю в обоих направлениях.

Компания RailCorp (РэйлКорп), которой владеет правительство штата Новый Южный Уэльс, обеспечивает движение поездов на 10 направлениях под эгидой CountryLink (КантриЛинк). Все направления начинаются из Сиднея. Подвижной состав состоит из поездов типа XPT (есть спальные вагоны) и Xplorer (нет спальных вагонов).
- Графтон XPT: ежедневно
- Казино XPT: ежедневно
- Брисбэн ХРТ: ежедневно
- Канберра Xplorer: 2 раза в день в обе стороны
- Мельбурн ХРТ: 2 раза в день в обе стороны
- Гриффит Xplorer: 1 раз в неделю в обе стороны
- Даббо ХРТ: ежедневно
- Брокен-Хилл Xplorer: 1 раз в неделю в обе стороны
- Армидэйл Xplorer: ежедневно
- Мори Xplorer: ежедневно

Организация V/Line (В/Лайн) находится частично под контролем штата Виктория и занимается пассажирскими перевозками в этом штате. На следующих маршрутах ходят поезда (все маршруты из Мельбурна):
- Варнамбул: 4 раза в день в обе стороны
- Арарат: 3 раза в день в обе стороны по рабочим дням, 2 раза по выходным
- Милдура: ежедневно в обе стороны
- Суон-Хилл: 2 раза в день в обе стороны
- Ечука: 1 раз в день в обе стороны по рабочим дням, 2 раза по выходным
- Шеппартон: 3 раза в день в обе стороны по рабочим дням, 2 раза по выходным
- Олбери: 4 раза в день в обе стороны
- Бейрнсдейл: 3 раза в день в обе стороны по рабочим дням, 2 раза по выходным

Queensland Rail (Квинслэнд Рэйл) находится в ведении правительства штата Квинсленд и использует бренд Traveltrain (Трэйвелтрэйн). Следующие поезда курсируют на соответствующих маршрутах:
- The Sunlander (Санлэндер, примерный перевод: Житель Солнечной Страны) — маршрут Брисбэн — Кэрнс, 3 раза в неделю в обе стороны.
- Diesel Tilt Train (Тилт Трейн, дизельный поезд с наклоняемым кузовом) — маршрут Брисбэн — Кэрнс экспрессом, 3 раза в неделю в обе стороны.
- Electric Tilt Train (Тилт Трейн, электропоезд с наклоняемым кузовом) — маршрут Брисбэн — Рокгемптон экспрессом, 12 раз в неделю в обе стороны.
- Spirit of the Outback (Спирит оф Аутбэк, примерный перевод: Дух Дальних Окраин) — маршрут Брисбэн — Лонгрич, 2 раза в неделю в обе стороны.
- The Westlander (Вестлэндер, примерный перевод: Житель Запада) — маршрут Брисбэн — Чарлевилль, 2 раза в неделю в обе стороны.
- The Inlander (Инлэндер, примерный перевод: Житель Внутренних Территорий) — маршрут Брисбэн — Маунт-Айза, 2 раза в неделю в обе стороны.

Также Квинслэнд Рэйл работает на трёх маршрутах, предназначенных в основном для туристов:
- The Savannahlander (Саванналэндер, примерный перевод: Житель Саванны) — маршрут Кэрнс — Форсэйт, 1 раз в неделю в обе стороны.
- The Gulflander (Галфлэндер, примерный перевод: Житель Залива) — маршрут Нормантон — Кройдон, 1 раз в неделю в обе стороны.
- Kuranda Scenic Railway (Живописная железная дорога Куранды) — маршрут Кэрнс — Куранда, ежедневно.

Public Transport Authority (Организация Общественного Транспорта), правительственная организация в Западной Австралии обеспечивает пассажирские перевозки между городами на множестве автобусных маршрутов, а также четырёх железнодорожных:
- The Prospector (Золотоискатель) — маршрут Перт — Калгурли, 9 раз в неделю туда и обратно.
- AvonLink (АвонЛинк) — маршрут Перт — Авон, ежедневно
- MerredinLink (МеррединЛинк) — маршрут Перт — Мерредин, 3 раза в неделю туда и обратно.
- The Australind (Остралинд) — маршрут Перт — Банбери, 2 раза в день туда и обратно.

### Пригородние пассажирские перевозки
- Metro Trains Melbourne (Метро Трэйнс Мельбурн), частная компания, большую долю в которой имеет MTR Corporation (МТР Корпорэйшн) занимается перевозкой пассажиров в Мельбурне. В городе 16 направлений железной дороги.
- РэйлКорп под эгидой CityRail (СитиРэйл) обеспечивает пассажирские перевозки в Сиднее (11 линий).
- Квинслэнд Рэйл под эгидой CityTrain (Сититрэйн) обеспечивает пассажирские перевозки в Брисбэне.
- Организация Общественного Транспорта занимается перевозкой пассажиров в Перте (автобусные маршруты и 5 железнодорожных линий).
- Adelaide Metro (Аделаида Метро), организация которой владеет правительство Западной Австралии. Занимается перевозкой пассажиров в Аделаиде (6 линий).
- Skitube Alpine Railway (Горная Дорога Скитьюб) находится во владении лыжного курорта Перишер и занимается перевозкой пассажиров внутри лыжного курорта расположенного в Новом Южном Уэльсе. Дорога возит туристов от входа в курорт и до лыжных трасс до которых нельзя добраться дорожным транспортом. Дорога является преимущественно подземной.

### Трамвайный транспорт
- Yarra Trams (Яра Трэмс), организация управляемая правительством штата Виктория, управляет трамвайной сетью Мельбурна (29 линий).
- Международная транспортная компания Veolia (Веолия) занимается перевозками пассажиров по Сиднейской Трамвайной Линии по контракту подписанным с владельцем линии, правительством Нового Южного Уэльса.
- Аделаида Метро занимается движением трамваев по линии в Гленелг, пригород Аделаиды.

## Частные железные дороги

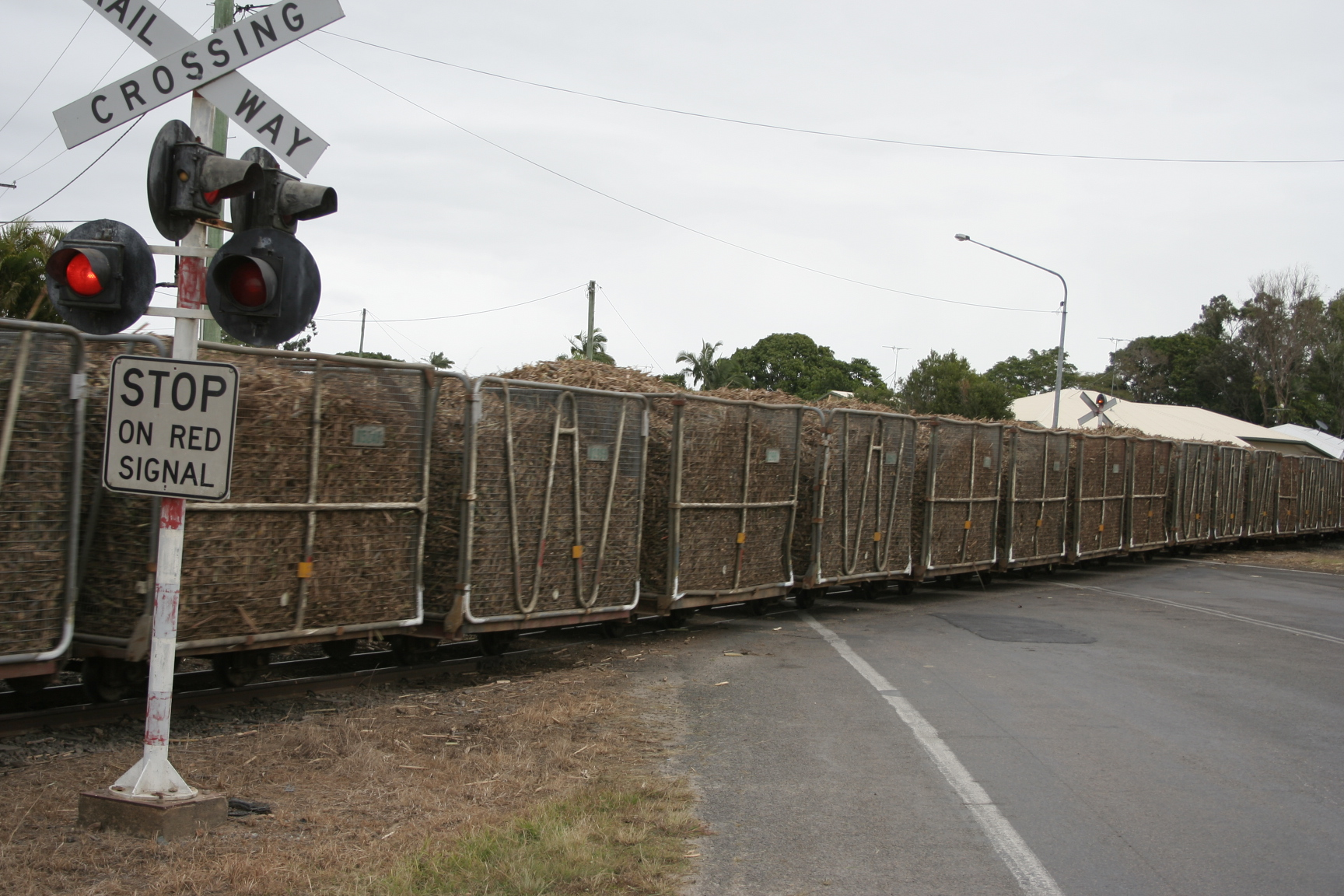
Сахарный поезд возле Ingham.

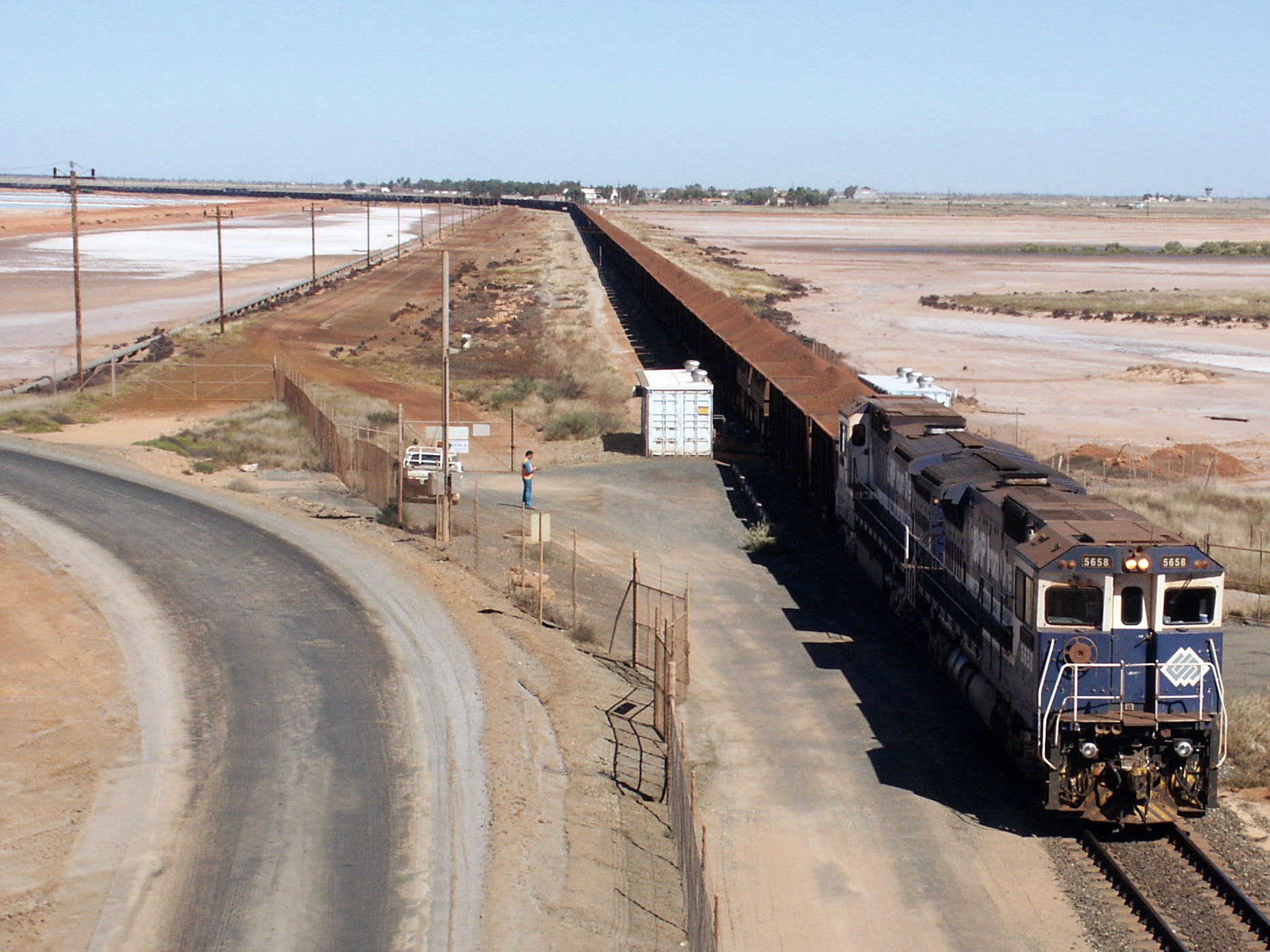
Поезд с железной рудой следующий в Port Hedland, Western Australia.

### Тростник
Трамваи с 610-миллиметровой (2-футовой) колеей для транспортировки сахара, всегда принадлежали частным лицам связанным с сахарными заводами. Эти трамваи довольно хорошо технически продвинуты и приблизительно двадцать из них участвуют в научных исследованиях.

### Древесина
Трамваи часто использовались для перевозки древесины к лесопилкам. Использовались разные колеи, включая 610-миллиметровую (2-футовую), которая также обычно использовалась для перевозки тростника.
Более широкая колея иногда также использовалась. У Квинсленда было много 991-миллиметровых (3.25-футовых), некоторые из них применяли деревянные рельсы. В некоторых областях использовалась колея 1067 мм. В начале 21-го века вышедшая из употребления линия QR-Esk (1067 мм) в Брисбенской Долине использовалась для перевозки древесины.

### Железная руда
Четыре изолированных железных дороги для перевозки железной руды от месторождений к порту в области Pilbara Западной Австралии. Эти линии выдвинули предел колеса на интерфейс рельса, который привел к большому полезному исследованию, имеющему значение для железных дорог во всем мире. В 2008 открылась, пятая линия открытого типа, построенная Fortescue Metals Group. Планируется шестая, двойная, сеть для перевозки железной руды к порту Oakajee.